# Gaston Llanos
Pour les articles homonymes, voir Llanos (homonymie).
Pas d'image ? Cliquez ici

a Compétitions nationales et continentales officielles uniquement.

b Matchs officiels uniquement.
Dernière mise à jour le 10 janvier 2025.
Gaston Llanos, né le 20 décembre 1980 à Río Cuarto (Argentine), est un joueur de rugby à XV argentin, évoluant au poste de deuxième ligne.

## Biographie

### En équipe nationale
Gaston Llanos connaît une sélection internationale en équipe d'Argentine A, le 2 juillet 2005 contre l'équipe du Canada.